# Imatge de banda estreta
La imatge de banda estreta (NBI, en anglès) és una tècnica d'imatge mèdica de diagnòstic endoscòpic, on s'utilitza llum de longituds d'ona blava i verda específiques per millorar el detall de certs aspectes de la superfície de la mucosa. Un filtre especial s'activa electrònicament mitjançant un interruptor a l'endoscopi, cosa que permet l'ús de llum de longituds d'ona de 415 nm (blau) i 540 nm (verd). Com que l'absorció màxima de llum de l'hemoglobina es produeix a aquestes longituds d'ona, els vasos sanguinis apareixeran molt foscos, cosa que permetrà una millor visibilitat i una millor identificació d'altres estructures superficials.